# Вельс, Отто
Отто Вельс (нем. Otto Wels; 15 сентября 1873, Берлин — 16 сентября 1939, Париж) — немецкий социал-демократ.
С 1919 года и до запрета партии при национал-социалистах Отто Вельс являлся председателем СДПГ. В 1912—1918 годах Вельс являлся депутатом рейхстага Германской империи, в 1919—1933 годах — рейхстага Веймарской республики. 23 марта 1933 года Вельс оказался в числе тех, кто выступили на заседании рейхстага в берлинской Кролль-опере против Закона о чрезвычайных полномочиях.

## Биография
Отто Вельс — сын берлинского трактирщика. В 1891 году Вельс вступил в СДПГ и поступил учиться на обойщика. Впоследствии работал в Берлине, Регенсбурге и Мюнхене. В 1895—1897 годах отслужил в армии.
Вельс учился в партийной школе СДПГ и в 1906 году перешёл на профессиональную работу в партии. Он работал в профессиональном союзе обойщиков. В 1907 году был назначен секретарём партии в провинции Бранденбург и вошёл в комиссию издания «Форвертс».
На выборах в рейхстаг 1912 года Отто Вельс был избран депутатом и спустя год по предложению Августа Бебеля вошёл в правление СДПГ. После Первой мировой войны 9 ноября 1918 года Отто Вельс был избран в Совет рабочих и солдатских депутатов в Берлине, где добивался равного представительства в совете СДПГ и Независимой социал-демократической партии Германии.
На следующий день Вельс был избран комендантом города Берлина. В этом качестве 6 декабря 1918 года Вельс отдал приказ открыть огонь по демонстрации спартакистов, что привело к смерти 16 человек. Комендант Вельс участвовал в переговорах по освобождению Городского дворца от Народной морской дивизии. Поскольку переговоры проходили не так, как ожидалось восставшими, 23—24 декабря 1918 года Вельс был схвачен бунтовавшими матросами в Новых конюшнях. Наступления регулярных войск на Городской дворец и Конюшни, так называемые «рождественские бои», потерпели неудачу. Переговоры с бунтовщиками привели к компромиссному решению: Народная морская дивизия покинула Городской дворец и Конюшни и освободила Вельса, который ушёл в отставку с должности коменданта города. Народная морская дивизия получала положенное жалованье и сохранялась как воинская часть.
В 1919 году Вельс был избран председателем СДПГ и получил место в Веймарском учредительном собрании, затем в рейхстаге и входил в состав комитета по подготовке проекта Веймарской конституции. В 1919 году Вельс заявил, что существует «глубокое возмущение, крайнее недовольство партией и её руководством».
Вместе с Карлом Легином Вельс возглавил всеобщую стачку во время Капповского путча и вынудил Густава Носке выйти в отставку. Вельс в значительной степени способствовал основанию Рейхсбаннера и позднее Железного фронта. Вельс также входил в правление Социалистического рабочего интернационала. В 1922 году на Нюрнбергском партейтаге он заявил, что «Россия идет в настоящее время от коммунизма через каннибализм к капитализму», поэтому первое издание «БСЭ» назвало его «ярый враг СССР». 
Вельс поддержал политику терпимости СДПГ в отношении рейхсканцлера Генриха Брюнинга. После государственного переворота в Пруссии 20 июня 1932 года, свергнувшего правительство Отто Брауна, Вельс выступал против всеобщей забастовки. Осенью 1932 года Вельс вновь призывал к всеобщей забастовке и отказался от переговоров СДПГ с правительством Курта фон Шлейхера.
Вскоре после прихода национал-социалистов к власти в Германии, выборов в рейхстаг 5 марта 1933 года и первой волны арестов Вельс от имени СДПГ подготовил обоснование позиции партии против закона о чрезвычайных полномочиях. Глядя прямо на присутствовавшего на заседании Гитлера, он возгласил: «У нас можно отнять свободу и даже жизнь, но не честь!». Все 94 присутствовавших депутата рейхстага от СДПГ проголосовали против закона. 81 депутат рейхстага от Коммунистической партии Германии не имели возможности проголосовать из-за террора, организованного штурмовыми отрядами после поджога Рейхстага. При этом вскоре Вельс пошёл на попятную, пытаясь уступками (например, 30 марта он вышел из бюро Социалистического рабочего интернационала, издавшего резко антигитлеровские воззвания) сохранить легальное существование своей партии.
В мае 1933 года после выступлений СА против профсоюзов правление партии командировало Вельса в Саарбрюккен, находившийся тогда ещё в оккупированном Францией Сааре. 22 июня 1933 года СДПГ была запрещена в Германии. Спустя некоторое время правление СДПГ переместилось в Прагу. Вельс возглавил образованный заграничный комитет СДПГ, состоявший из эмигрировавших из Германии членов партии. В августе 1933 года Отто Вельс лишился германского гражданства. В Чехословакии Вельс занимался организацией СДПГ в эмиграции. В результате Мюнхенского соглашения правление СДПГ было вынуждено покинуть Прагу и в конце 1938 года переехало в Париж, где Вельс умер в возрасте 66 лет.

## Публикации
- 1920: Bolschewismus von Rechts; Rede. Berlin, Verlag für Sozialwissenschaften.
- 1921: Ultimatum; Rede. Berlin, Dietz Verlag.
- 1922: Einigung!; Rede. Berlin, Dietz Verlag.
- 1933: Rede zur Begründung der Ablehnung des «Ermächtigungsgesetzes» durch die Sozialdemokratische Fraktion in der Reichstagssitzung vom 23. März 1933 in der Berliner Krolloper; Herausgegeben und mit einem Vorwort von Iring Fetscher, Hamburg, Europäische Verlagsanstalt.